# Szergej Valentyinovics Pogorelov
Szergej Valentyinovics Pogorelov (Volgográd, 1974. június 2. – 2019. április 24.) olimpiai, világ- és Európa-bajnok orosz válogatott kézilabdázó.

## Pályafutása

### Klubcsapatokban
Pogorelov 1999-ben igazolt a Volgográd csapatától a német Bundesliágba, a TBV Lemgo csapatához. Onnan egy szezont követően átigazolt a ThSV Eisenach együtteséhez, ahol ugyancsak egy idényt töltött el. Ezt követően a spanyol élvonalba szerződött, a Ciudad Real játékosa lett. 2002-ben Kupagyőztesek Európa-kupája-győztes lett a Ciudaddal, majd kölcsönadták a francia Villeurbanne-nek, ahol tizenkét tétmérkőzésen negyven gólt szerzett. A következő két szezonban ismét kölcsönben szerepelt, előbb a Paris Saint-Germain Handball, majd a spanyol Altea csapatában. 2005 nyarán a spanyol Algeciras szerződtette. 2008-ban a macedón Metalurg Szkopje igazolta le, de egy hét elteltével szerződést bontott a csapattal, miután az egészségi állapotfelmérésen nem produkált megfelelő eredményt.

### A válogatottban
Pogorelov pályafutása során 194 alkalommal szerepelt az orosz válogatottban és 446 gólt szerzett. 1996-ban Európa-bajnokságot, 1997-ben világbajnokságot, 2000-ben pedig olimpiát nyert a nemzeti csapattal. 

## Halála
2019. április 24-én 44 éves korában holtan találtak rá otthonában.

## Sikerei, díjai
HC Volgográd
- Orosz bajnok: 1996, 1997, 1998, 1999

Ciudad Real
- Kupagyőztesek Európa-kupája-győztes: 2002

Kitüntetései, díjai
- Oroszország sportolója nemzetközi kategória: 1995
- Oroszország kiváló sportolója: 1997
- A "Haza szolgálatáért" érdemrend II. fokozata
- Volgográd hős város díszpolgára